# Enrico Poggi
Enrico Poggi   (Gènova, 30 de gener de 1908 - Gènova, 16 d'octubre de 1976) va ser un regatista italià, vencedor d'una medalla olímpica. Era germà del també regatista Luigi Poggi.
El 1936 va prendre part en els Jocs Olímpics d'Estiu de Berlín, on va guanyar la medalla d'or en la competició de 8 metres, a bord de l'Italia, del programa de vela. Una vegada finalitzada la Segona Guerra Mundial va participar en els Jocs de Londres de 1948, on fou vuitè en la competició de Classe 6 metres. La seva tercera i darrera participació en uns Jocs fou el 1952, a Hèlsinki, on fou vuitè en la competició de Classe 6 metres.